# Blachownia (gromada)
Blachownia – dawna gromada, czyli najmniejsza jednostka podziału terytorialnego Polskiej Rzeczypospolitej Ludowej w latach 1954-1972.
Gromady, z gromadzkimi radami narodowymi (GRN) jako organami władzy najniższego stopnia na wsi, funkcjonowały od reformy reorganizującej administrację wiejską przeprowadzonej jesienią 1954 do momentu ich zniesienia z dniem 1 stycznia 1973, tym samym wypierając organizację gminną w latach 1954-1972.
Gromadę Blachownia z siedzibą GRN w Blachowni (wówczas wsi) utworzono – jako jedną z 8759 gromad na obszarze Polski – w powiecie częstochowskim w woj. stalinogrodzkim, na mocy uchwały nr 17/54 WRN w Stalinogrodzie z dnia 5 października 1954. W skład jednostki wszedł obszar dotychczasowej gromady Blachownia oraz wsie Błaszczyki, Gać i Malice z dotychczasowej gromady Trzepizury ze zniesionej gminy Ostrowy w tymże powiecie, a także oddziały leśne nr nr 1–36, 50–6?, 78–83, 98–101 i 117–126 z Nadleśnictwa Herby. Dla gromady ustalono 11 członków gromadzkiej rady narodowej.
20 grudnia 1956 województwo stalinogrodzkie przemianowano (z powrotem) na katowickie.
31 grudnia 1959 gromadę Blachownia zniesiono w związku z nadaniem jej statusu osiedla (1 stycznia 1967 Blachownia otrzymała status miasta).
1 stycznia 1977 w województwie częstochowskim utworzono gminę Blachownia.